# Éventail abyssal

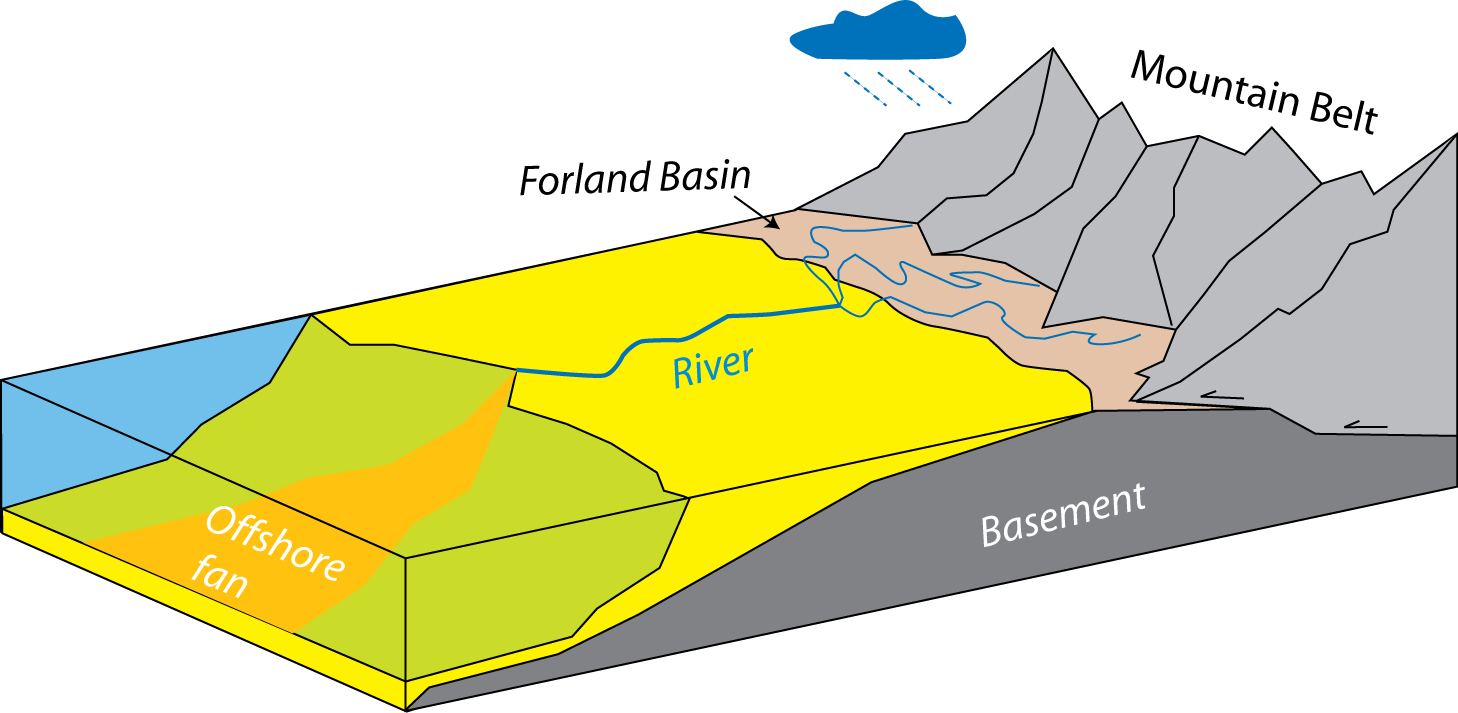
Répartition des détritus dans un système de dépôt.

Les éventails abyssaux, également connus sous le nom d'éventails sous-marins, de deltas sous-marins et de cônes sous-marins, sont des structures géologiques sous-marines en forme de cône associées à des dépôts de sédiments à grande échelle et formées par des courants de turbidité.
Ils peuvent être considérés comme une version sous-marine des cônes alluviaux et peuvent varier considérablement en taille, avec des largeurs allant de plusieurs kilomètres à plusieurs milliers de kilomètres.
Le plus grand du monde est l'éventail du Bengale, suivi de celui de l'Indus, mais d'autres éventails majeurs se trouvent également à l'embouchure de l'Amazone, du Congo, du Mississippi et ailleurs,,.

## Formation
Les éventails abyssaux (ou sous-marins) sont formés à partir de courants de turbidité.
Ces courants commencent lorsqu'une activité géologique pousse des sédiments au-dessus du bord d'un plateau continental et le long du talus continental, créant un glissement de terrain sous-marin. Un slurry dense de boues et de sables accélère vers le pied de la pente, jusqu'à ce que le courant ralentisse. Le courant décroissant, ayant une capacité réduite à transporter les sédiments, dépose les sédiments qu'il transporte, créant ainsi un éventail sous-marin. Le slurry continue de ralentir à mesure qu'il se déplace vers le glacis continental jusqu'à ce qu'il atteigne la plaine abyssale. Il en résulte une série de sédiments gradués de sable, de limon et de boue, appelés turbidites, comme décrit par la séquence de Bouma.